# 上原準三
上原 準三（うえはら じゅんぞう、1902年（明治35年）8月19日 - 没年不明）は日本の弁護士、政治家。元鳥取県弁護士会長。元米子市教育委員長。元米子市会議員。
妻の美貴子は元鳥取県弁護士会長君野順三の長女で、弁護士 君野駿平の姉。

## 経歴
鳥取県八頭郡河原町（現：鳥取市）出身。弥太郎三男。
1927年（昭和2年）京都帝国大学法学部卒。1928年（昭和3年）判事、1931年（昭和6年）弁護士開業。

## 家族
- 妻、息子[1]。

妻は東京女子大の卒業ながら、長唄杵屋社中の師匠。六貴根社中を統轄している。

## 人物像
趣味は囲碁、長唄。宗教は真言宗。住所は米子市西町。

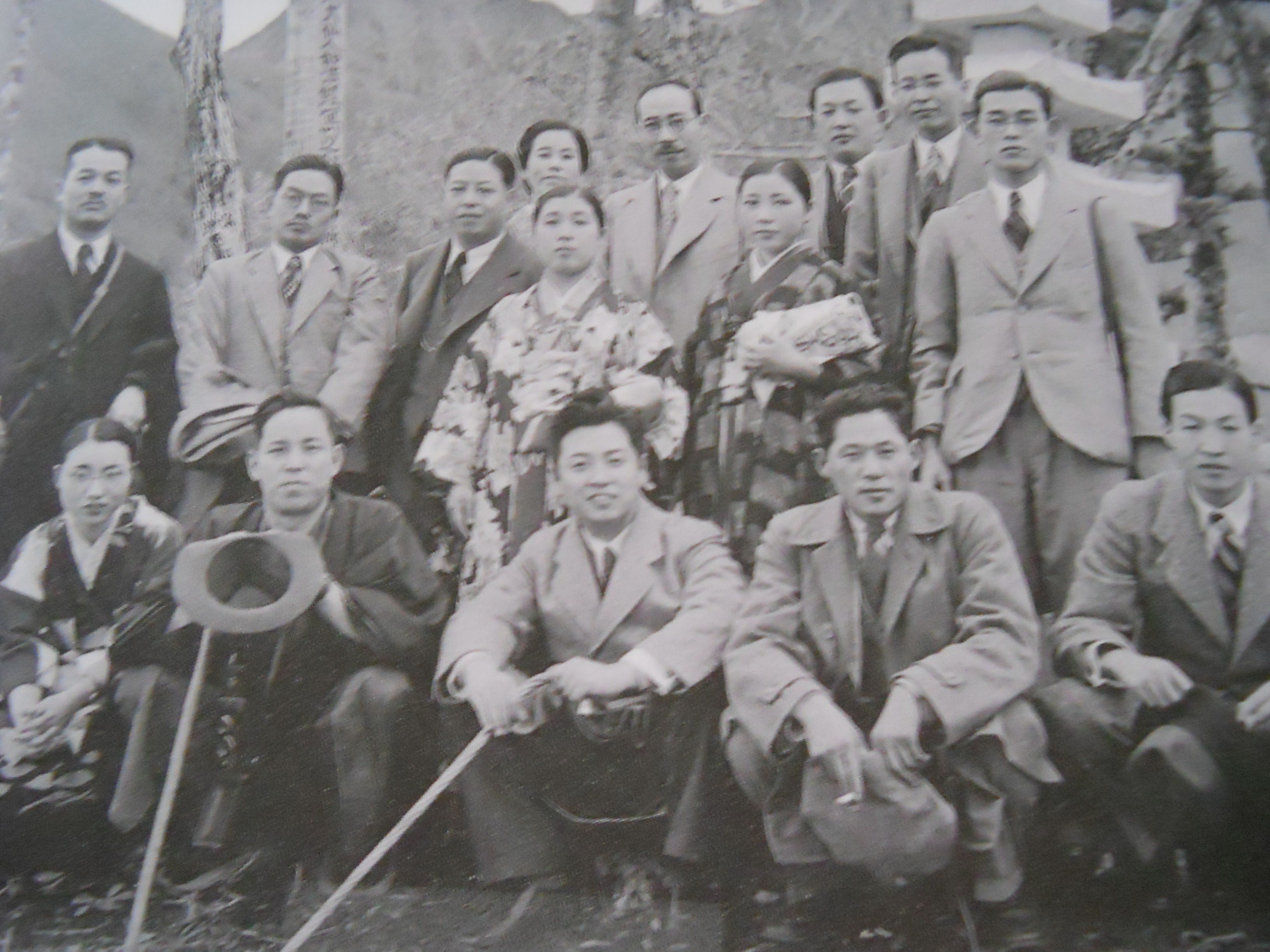
前列右から坂口純三、織田収、赤沢正道、坂口昇。後列左から雑賀愛造、上原準三、坂口平兵衛 (2代)
（大山に遊ぶ清交クラブの面々）

安田光昭（元鳥取県議会議員、米子市教育長）の著書『｢あの人この人｣私の交友録』130頁によると、「昭和三十一年公選制の教育委員に議会選出で、上原準三さんが出て来られた。議会では二年交代の申し合わせでご当人の希望通りにきまったということだったが、二年を過ぎても辞任しようとされぬので、議会は随分騒ぎ出し、委員会でもご同様、委員長を辞されんため随分もめた。」という。